# Eleonora Bracco
Eleonora Bracco (Torino, 27 ottobre 1905 – Roma, 1977) è stata un'archeologa italiana.

## Biografia
Nata a Torino il 27 ottobre 1905, da Ettore Bracco e Sofia Fornaro, si laurea in Lettere, a pieni voti, all'Università degli Studi di Torino nel 1928.
Continua gli studi in Archeologia a Roma, presso la Scuola di Perfezionamento in Archeologia Greca e Romana. Nel corso del triennio di studi vince nel 1932 il concorso di ammissione presso la Regia Scuola archeologica italiana di Atene.
Nel corso del suo alunnato ad Atene conduce scavi e ricerche da Costantinopoli a Mykonos, da Delo a Samo. 
Vincitrice del concorso bandito dal Ministero della Pubblica Istruzione il 1º Maggio 1933, viene nominata direttrice del Museo Archeologico Domenico Ridola di Matera, succedendo al fondatore Domenico Ridola. Nei 28 anni che trascorre a Matera, Bracco si fece precorritrice di un approccio “Archeologico” al tema dell’insediamento rupestre e del rapporto tra strutture a uso cultuale, necropoli e abitato. Affrontò l’analisi architettonica ed iconografica delle chiese rupestri materane, sia di quelle presenti nel centro urbano, sia di quelle distribuite sulla antistante Gravina, registrando elenchi e facendo disegnare planimetrie e rilievi. Le sue ricerche e la sua attività di scavo furono dedicate a tutto il territorio della provincia di Matera e riguardarono siti di età preistorica, classica, romana, tardo-antica e medievale.